# Albany, Vermont
Albany är en kommun (town) i Orleans County i delstaten Vermont, USA.  Vid folkräkningen år 2000 bodde 840 personer på orten. Den har enligt United States Census Bureau en area på totalt 100,2 km² varav 0,5 km² är vatten. 